# Коппел (Пенсільванія)
Коппел (англ. Koppel) — місто (англ. borough) в США, в окрузі Бівер штату Пенсільванія. Населення — 712 особи (2020).

## Географія
Коппел розташований за координатами 40°50′9″ пн. ш. 80°19′6″ зх. д. / 40.83583° пн. ш. 80.31833° зх. д. (40.835971, -80.318399).  За даними Бюро перепису населення США в 2010 році місто мало площу 1,48 км², з яких 1,39 км² — суходіл та 0,09 км² — водойми.

## Демографія
Згідно з переписом 2010 року, у селищі мешкали 762 особи в 352 домогосподарствах у складі 198 родин. Густота населення становила 514 осіб/км².  Було 389 помешкань (262/км²).
Расовий склад населення:
| - 96,1 % — білих - 2,1 % — чорних або афроамериканців - 0,3 % — азіатів |

До двох чи більше рас належало 1,3 %. Частка іспаномовних становила 1,7 % від усіх жителів.
За віковим діапазоном населення розподілялося таким чином: 19,6 % — особи молодші 18 років, 58,9 % — особи у віці 18—64 років, 21,5 % — особи у віці 65 років та старші. Медіана віку мешканця становила 43,3 року. На 100 осіб жіночої статі у селищі припадало 91,5 чоловіків;  на 100 жінок у віці від 18 років та старших — 91,6 чоловіків також старших 18 років.
Середній дохід на одне домашнє господарство  становив 43 904 долари США (медіана — 39 766), а середній дохід на одну сім'ю — 57 993 долари (медіана — 57 574). За межею бідності перебувало 9,4 % осіб, у тому числі 13,9 % дітей у віці до 18 років та 8,8 % осіб у віці 65 років та старших.
Цивільне працевлаштоване населення становило 294 особи. Основні галузі зайнятості: освіта, охорона здоров'я та соціальна допомога — 21,4 %, виробництво — 16,3 %, науковці, спеціалісти, менеджери — 13,6 %.